# Laaglandkasteel

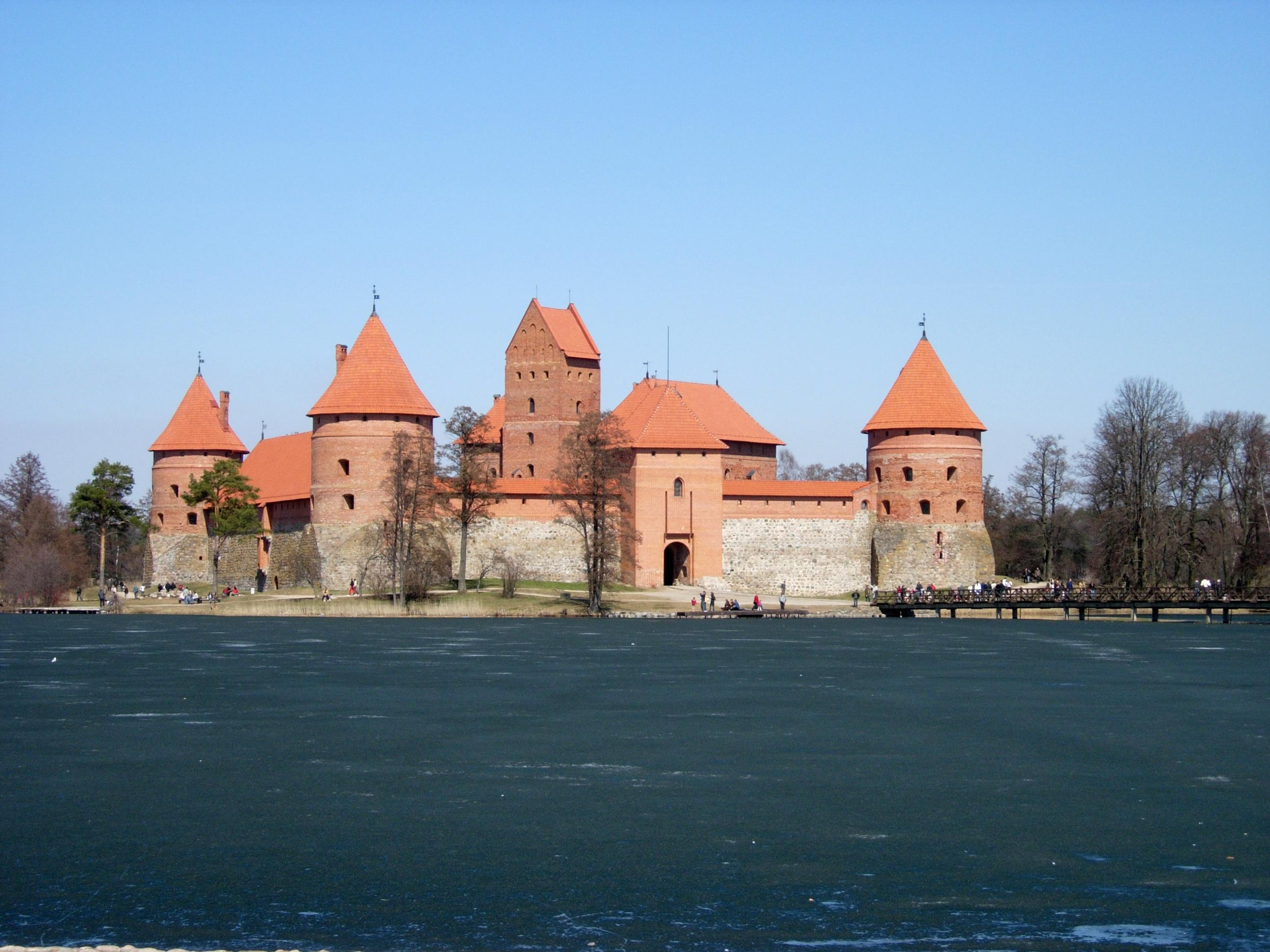
Burcht van Trakai

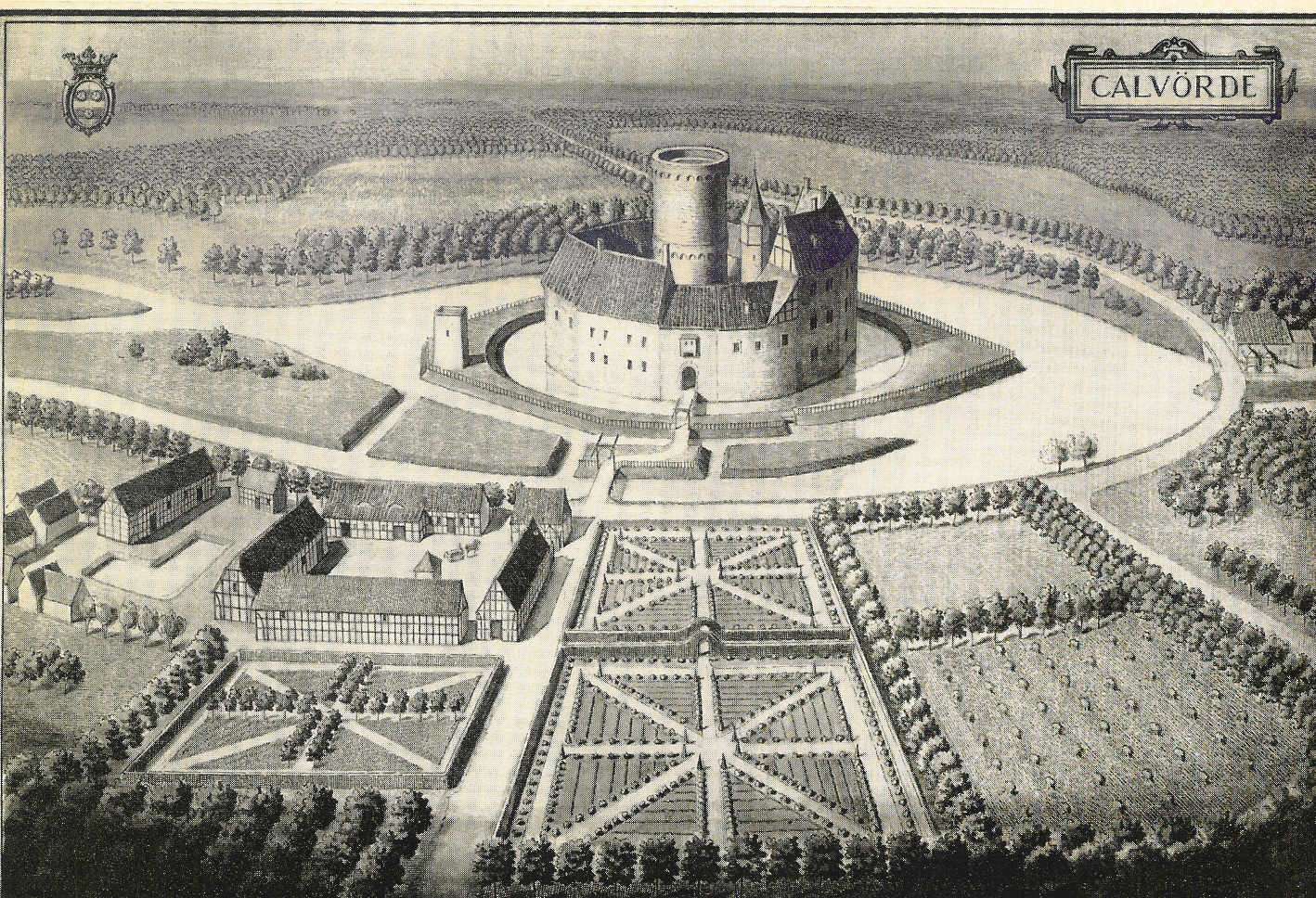
De slotgracht van het Burg Calvörde

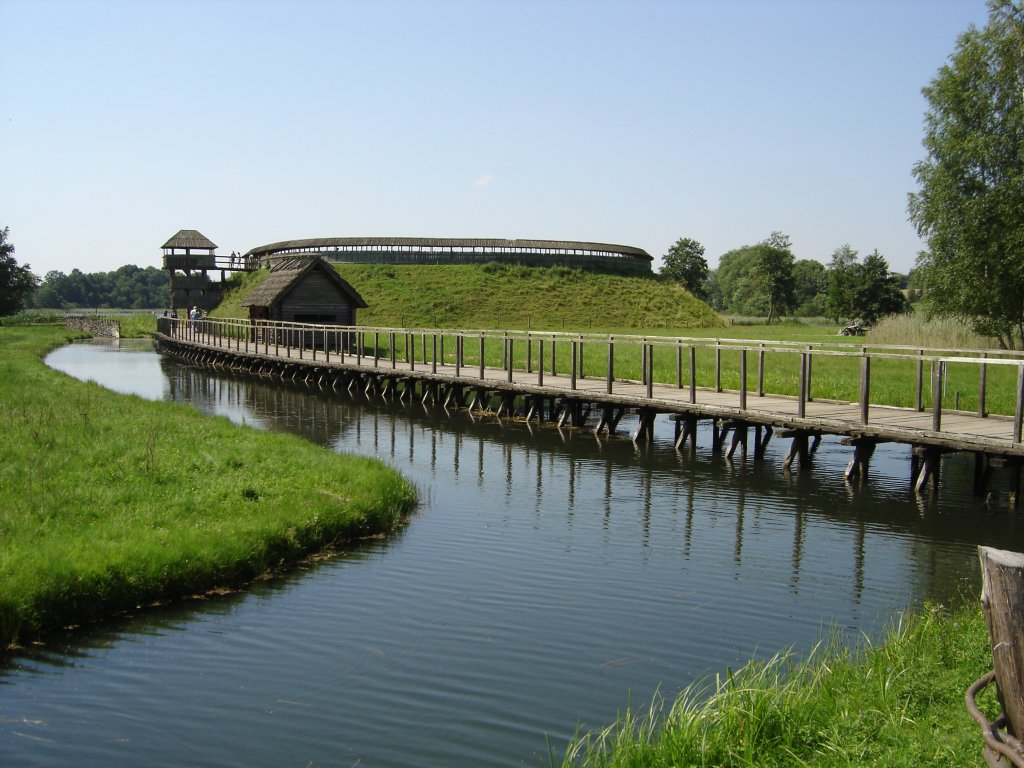
Groß Raden, vroegmiddeleeuws kasteel

Een laaglandkasteel is een type kasteel dat verwijst naar de topografische typologie van kastelen die in de vlakten of in een vallei gelegen zijn. Met deze indeling onderscheidt men hoogteburchten en laaglandkastelen. In Duitsland wordt ongeveer 34% van de kastelen toegeschreven aan dit type.
De laaglandkastelen hebben niet het defensieve voordeel van een natuurlijke hoogte en worden bij voorkeur op een ander goed gekozen verdedigbare plaats gebouwd, zoals op een eiland in een rivier, zee of moeras. Bij het ontbreken van natuurlijke hindernissen werden kunstmatige barrières van steeds groter belang, waarbij gedacht kan worden aan met water gevulde grachten, droge grachten, wallen, palissades en ringmuren. Voor de verheffing ten opzichte van de omgeving kon kiezen voor kunstmatige ophogingen (zoals bij een motte) of voor weertorens.
De vroeg-middeleeuwse kastelen (met inbegrip van Slavische kastelen, Saksische kastelen) hebben vaak een smalle diepe geul en hoge en steile aarden wallen.
Laaglandkastelen zijn het meest van toepassing in het laagland zoals de Noord-Duitse Laagvlakte en het grootste deel van Nederland. Maar ook in bergachtige streken werden er van laaglandkastelen gebruikgemaakt, zoals in een dal een eilandkasteel op een riviereiland (zoals Burg Pfalzgrafenstein). 

## Soorten
- waterburcht - benaming voor alle kastelen die gebruikmaken van water als een obstakel om het kasteel te benaderen.

Op basis van de topografie kan verder worden onderverdeeld in:
- Rivierkasteel - Op de oever van een rivier gebouwd kasteel. Bovendien meestal omringd door een gracht die wordt gevoed door rivierwater.
- Kustkasteel - Kasteel aan een zee of meer die net als bij de kunstmatige door de rivier gevoede slotgrachten is verbonden met het water.
- Eilandkasteel - Kasteel op een natuurlijk of, minder vaak, kunstmatig eiland in een rivier of meer.
- Moeraskasteel - Kasteel in een moeraslandschap of heidelandschap, waarbij gebruikgemaakt wordt van de natuurlijke ontoegankelijkheid van het terrein als een defensief voordeel.
- Dalkasteel - Kasteel in het laagste deel van een dal. Een bijzondere vorm van dit kasteel zijn kastelen waarbij het dalkasteel door middel van muren of dammen verbonden is met een hoogtekasteel.

Op basis van de functie:
- Brugkasteel - Een kasteel om een oeververbinding te bewaken en te beveiligen.
- Havenburcht - Een kasteel dat gebouwd is om een haven te beschermen.

## Voorbeelden van laaglandkastelen
- Caerlaverock Castle in Schotland, een waterburcht met driehoekig grondplan.
- Eilean Donan Castle in Schotland, een gerestaureerd eilandkasteel.
- Warwick Castle in Engeland, een rivierkasteel.
- Kasteel van Sully-sur-Loire in Frankrijk, waterkasteel in de Loire-vallei.
- Kasteel van Beersel in België, laatmiddeleeuwse bakstenen kasteel
- Burcht Nassenfels in Nassenfels, Duitsland
- Groß Raden in Duitsland, vroeg-middeleeuwse Slavische eilandkasteel.
- Slot Mariënburg in Polen